# Macerata
Macerata je město ve středoitalském regionu Marche, správní centrum stejnojmenné provincie. Žije zde přibližně 40 tisíc obyvatel.

## Sousední obce
Appignano, Corridonia, Montecassiano, Montelupone, Morrovalle, Pollenza, Recanati, Tolentino, Treia

## Historie
Původem antické sídlo Helvia Recina ze 3. století př. n. l. se dochovalo v místní části města Villa Potenza, ruiny divadla a obytných domů jsou zpřístupněny, množství archeologických nálezů je uloženo v muzeu. Středověké město vzniklo sloučením dvou osad: Castrum Maceratae (hrad a jeho světské podhradí) a Podium Sancti Juliani (církevní centrum). V roce 1138 se obě sídla spojila a stala se svobodným městem. Město patřilo v letech 1532–1808 papežskému státu, roku 1808 je Bonapartové připojili ke království Itálie. V letech 1814–1860 bylo opět pod papežskou správou, než se stalo součástí Itálie.
V roce 2018 se objevily rasově motivované incidenty: v lednu 2018 byl nigerijský přistěhovalec podezřelý z vraždy, 3. února 2018 italský pravicový extremista Luca Traini v centru města zaútočil na skupinu obyvatel z Mali, Ghany, Nigérie a Gambie. Při útoku bylo šest lidí zraněno, ale všechny oběti přežily.

## Památky

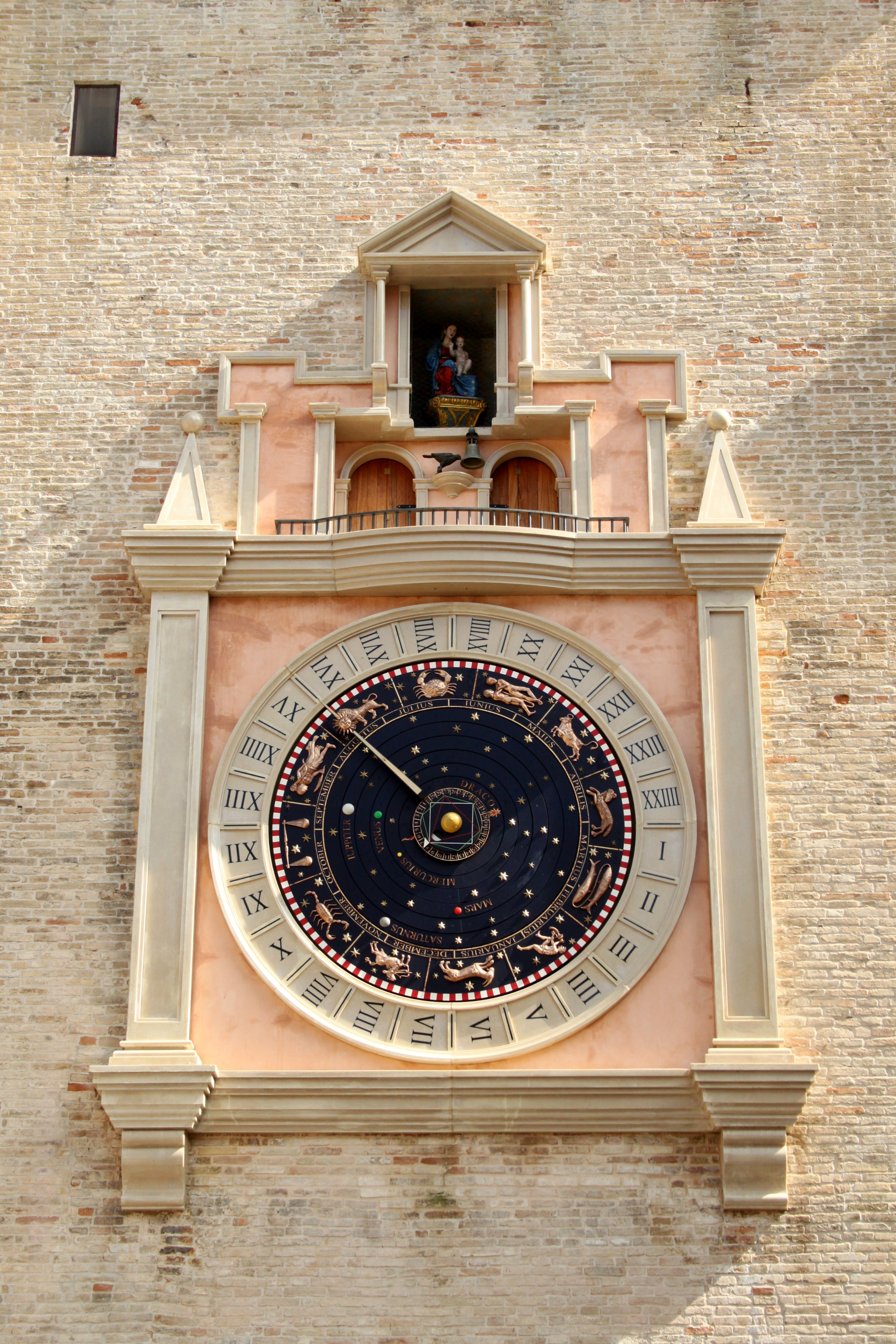
Orloj na městské věži

- Ruiny římského antického sídla Helvia Recina
- Torre civica – městská věž s renesančním orlojem
- Katedrála sv. Juliána, patrona města
- Kostel sv. Filipa Neri
- Renesanční domy s arkádami obchodníků na Piazza della Liberta
- Loggia del Grano – renesanční budova s aulou univerzity, interiér upraven v poslední čtvrtině 19. století; univerzita založena r. 1290
- Palazzo comunale – renesanční radnice
- Palazzo Buonacorsi – sídlo galerie starého umění (Pinacoteca di Macerata), muzea kočárů a nosítek (Museo della Carozza)
- Palazzo Ricci – renesanční palác, nyní muzeum moderního umění a fotografie
- Biblioteca comunale – městská knihovna v bývalé budově jezuitského semináře ze 17.–18. století

## Slavnost
Každoročně 31. srpna se oslavuje patron města, svatý Julián Špitálník. K oslavám patří náboženské obřady a procesí, společenské, sportovní, zábavní a obchodní atrakce.

## Osobnosti
- Laura Boldriniová (* 1961), italská politička, bývalá předsedkyně Poslanecké sněmovny Parlamentu Itálie
- Camila Giorgiová (* 1991), italská tenistka argentinského původu
- Matteo Ricci (1552–1610), jezuitský misionář v Číně
- Giuseppe Tucci (1894–1984), orientalista, indolog a badatel východoasijských studií